# アウトロー・キング スコットランドの英雄
『アウトロー・キング スコットランドの英雄』（アウトロー・キング スコットランドのえいゆう、Outlaw King）は、2018年のイギリス・アメリカ合衆国の歴史映画。監督はデヴィッド・マッケンジー、出演はクリス・パインとアーロン・テイラー＝ジョンソンなど。
14世紀、イングランドの圧制に苦しむスコットランドの独立のため立ち上がった実在の英雄ロバート・ブルースの戦いを描く。Netflixで配信。

## キャスト
※括弧内は日本語吹替
- ロバート・ブルース: クリス・パイン（阪口周平）
- ジェームズ・ダグラス卿: アーロン・テイラー＝ジョンソン（小松史法）
- エリザベス・デ・バラ: フローレンス・ピュー（松井茜）
- ウェールズ公エドワード: ビリー・ハウル（桜木信介）
- エイマー・デ・ヴァレンス: サム・スプルエル（さかき孝輔）
- アンガス・マクドナルド: トニー・カラン（落合福嗣）
- ジョン・カミン3世: カラン・マルヴェイ
- ロバート・デ・ブルース（アナンデイル卿）: ジェームズ・コスモ（佐々木勝彦）
- エドワード1世: スティーヴン・ディレイン（多田野曜平）
- スティーヴン・クリー
- アラステア・マッケンジー
- マッキノン卿: クライヴ・ラッセル
- クリス・フルトン
- ナイジェル・デ・ブルース: ローン・マクファディエン
- ジャック・グリーンリース
- その他の日本語吹き替え：佐野仁香／藤井隼／吉田健司／菊地達弘／細貝光司／奥村翔／近藤浩徳／鶴田真希／臼木健士朗／伊藤竜次／中野裕斗／本多新也／俊藤光利／須川晶紀／中村綾／石井マーク／長谷川敦央／内田紳一郎／珠宮夕貴／山本満太／菊池康弘／石原辰己／真木駿一／山口協佳／吉富英治／桜岡あつこ／伊沢磨紀／酒元信行／長野せりな

演出：藤本直樹、翻訳：小尾恵理、録音・調整：大谷征央、録音スタジオ：アオイスタジオ、制作：ACクリエイト

## 関連作品
- ブレイブハート